# Marek Criado
Marcos Criado (ur. 25 kwietnia 1522 w Andújar; zm. 25 września 1569 w La Peza) – hiszpański trynitarz, męczennik, błogosławiony Kościoła katolickiego.

## Życiorys
Urodził się w bardzo religijnej rodzinie. Jako dziecko okazywał wielką pobożność. Wkrótce wstąpił do zakonu trynitarzy i został wyświęcony na kapłana. Potem został mianowany wikariuszem parafii La Peza. Głosił ewangelię muzułmanom. Został zamordowany w dniu 25 września 1569 roku. Był czczony jako męczennik.
Został beatyfikowany przez papieża Leona XIII 24 lipca 1899 roku.